# Oyems flygplats
Oyems flygplats är en flygplats vid staden Oyem i Gabon. Den ligger i provinsen Woleu-Ntem, i den norra delen av landet, 270 km nordost om huvudstaden Libreville. Oyems flygplats ligger 660 meter över havet. IATA-koden är OYE och ICAO-koden FOGO.